# 祭司王約翰

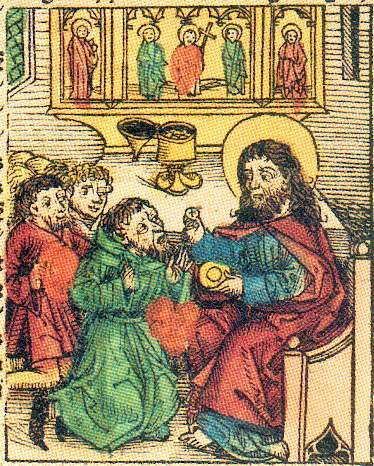
哈特曼·舍德尔的《纽伦堡编年史》中的祭祀王约翰

祭司王約翰（又稱約翰長老、傳教人約翰），於12至17世紀盛行於歐洲傳說人物。

## 概述
內容是傳聞於東方充斥穆斯林和異教徒的地域中，存在由一名基督教之祭司（宗主教）兼皇帝所統治的神秘國度。關於這個王國的記載，見於中世紀流行的多部虛構作品。甚至在马可·波罗的游记中也提到了他。據稱，祭司王約翰是東方三博士的後裔，是一名寬厚和正直的君主，統領一片充滿財寶和珍禽異獸、聖多馬曾居住的土地。該國內有「亞歷山大之門」和「青春之泉」等勝地，邊疆更為樂園所包圍。他擁有的寶物包括一面可看見每一寸國土的鏡子。他的王國富庶得難以想像。據說他是中亞的基督教捍衛者，曾經大破波斯軍，之後大軍直揮耶路撒冷，但因底格里斯河結冰無法渡過才作罷。还有传说認為，耶穌基督曾應許使徒約翰將活著見到耶穌再臨，因此祭司王約翰，便是那一位擁有不老不死之身的使徒約翰本人。
13世紀末蒙古帝國的第三次西征時，蒙古軍自中亞擊破多個中東伊斯蘭教國家，木剌夷、魯姆蘇丹國、阿尤布王朝先後滅亡，並血洗阿拉伯阿拔斯王朝首都巴格達並屠城十多天，蒙古做到了十字軍一直沒達成的目標—消滅伊斯蘭，因此令中東的歐洲十字軍國家認為來自東方的蒙古人正是由祭司王約翰帶領的，更促成了多個軍事同盟，如法蘭克-蒙古同盟和拜占庭-蒙古联盟。16世纪初，葡萄牙人航海绕过非洲好望角，在东非埃塞俄比亞找到一個基督教王國，當時他們認定這便是祭司王約翰的王國。埃塞俄比亞人曾一度想找葡萄牙人抵抗穆斯林入侵。但其實兩者教義差異極大，埃塞俄比亞人信仰的是埃及科普特派，因此兩者最後不歡而散。